# 朱濟烺
永和昭定王朱濟烺（1388年4月14日—1443年3月12日），明朝晉藩第一代永和王，晉恭王朱棡庶第六子，生母劉氏。

## 生平
洪武二十一年三月初八日（1388年4月14日）生。
洪武三十五年（1402年）十二月，前往南京朝見明成祖，後返回太原府。永樂元年（1403年）十一月，再次前往南京朝見明成祖，封永和王。閏十一月，返回太原府。永樂四年（1406年）三月，第三次前往南京朝見明成祖，受到皇太子朱高熾的宴請。四月，返回太原府。永樂十年（1412年）六月，第四次前往南京朝見明成祖，弟廣昌王朱濟熇同行。七月，兄弟二人返回太原府。
永樂十二年（1414年）正月，与兄平阳王朱济熿、庆成王朱济炫及护卫将校人等一同弹劾兄长晋王朱济熺心怀忿恨、图为不轨，成祖不信，只是作敕书问责晋王。八月二十一日（1414年9月4日），分居汾州，與兄慶成王朱濟炫同城。自此以後，歷代永和王皆居於汾州。十二月，因为朱济熿等一直弹劾，成祖最后还是废朱济熺为庶人，而由朱济熿进封晋王。
永乐十五年（1417年）十二月，成祖下敕书警告朱濟烺擅造印章、僭用亲王才能用的龟纽的僭越行为，称仅念及其年少、父亲与自己同胞而宽恕不问罪。
正統八年二月十一日（1443年3月12日）薨，享年五十六歲，在位四十一年，諡昭定。三年後，其嫡長子朱美塢襲爵。

## 家庭

### 妻
- 王氏，蒲州知州王綍女，永樂三年（1405年）封永和王妃。[9]

### 妾
- 白氏，為朱美塢所烝，姦生朱锺铗。[10]

### 子
- 嫡長子：永和王朱美塢
- 第二子：鎮國將軍朱美垾

### 女
- 第一女：繁峙縣主，早卒
- 第二女：石樓縣主，儀賓李珫
- 第三女：趙城縣主，儀賓吳諒
- 第四女：河曲縣主，儀賓王瑛[7]
- 第某女：平池縣主，儀賓夏瓚[11]
- 第七女：臨縣縣主，儀賓陳諫[12]
- 第八女：蒲縣縣主，儀賓于澄
- 第九女：興縣縣主，儀賓黄慶[13][14]

## 墓葬
正統九年七月十三日（1444年7月27日），朱濟烺葬于山西汾州壬山之原。

　　故永和昭定王壙誌文

　　王諱濟烺，

　　晉恭王之第陸子也。母劉氏。生於洪武貳拾

　　壹年叁月初捌日。永樂元年拾壹月貳拾伍

　　日，册封爲永和王。永樂拾貳年捌月貳拾壹

　　日，分居汾州。正統捌年貳月拾壹日，以疾薨。

　　訃聞，

上哀悼之，輟視朝壹日，遣官賜祭，命有司治丧葬，

　　謚曰昭定。以薨之正統玖年柒月拾叁日庚

　　申，合葬于妃王氏故塋壬山之原。享年伍拾

　　陸歲。子男貳人：長曰羙塢，娉丘氏，應封王爵；

　　次曰羙垾，年方弱冠。女拾人：長女繁峙縣主，

　　蚤世；次貳女石樓縣主，娉儀賔李珫；次叁女

　　趙城縣主，娉儀賔吳諒，亦蚤世；次肆女河曲

　　縣主，娉儀賔王瑛；又次陸人，尚幼。嗚呼！王以

　　宗室懿親，爲賢藩輔，享爵位肆拾餘年。生有

　　令德，殁有羙謚，夫何憾哉。爰述其㮣，納之幽

　　壙，用垂不朽云。旹

　　正統玖年歲次甲子秋柒月拾叁日誌。